# Vanja Geševa
Vanja Atanasova Geševa (in bulgaro Ваня Атанасова Гешева?; Brestovitsa, 6 aprile 1960) è un'ex canoista bulgara.
Alle Olimpiadi di Seoul 1988 ha vinto un oro nel K1 500 m, un argento nel K2 500 m e un bronzo nel K4 500 m. Aveva vinto anche un altro argento nel K1 500 m 8 anni prima, a Mosca 1980.

## Palmarès
- Olimpiadi
  - Mosca 1980: argento nel K1 500 m.
  - Seoul 1988: oro nel K1 500 m, argento nel K2 500 m e bronzo nel K4 500 m.

- Mondiali
  - 1977: bronzo nel K2 500 m.
  - 1978: argento nel K4 500 m.
  - 1983: argento nel K1 500 m.
  - 1986: oro nel K1 500 m e bronzo nel K2 500 m.